# Aeronectris euacta
Aeronectris euacta är en fjärilsart som beskrevs av Edward Meyrick 1917. Aeronectris euacta ingår i släktet Aeronectris och familjen fransmalar. Inga underarter finns listade i Catalogue of Life.